# Premio Fiesole Narrativa Under 40
Il premio Fiesole narrativa under 40 nasce nel 1990 per merito di alcuni intellettuali fiesolani e dello scrittore fiorentino Giorgio Saviane, scomparso nel 2000, e che per nove edizioni è stato il presidente della giuria del premio. 
Il Comune di Fiesole fin dall'inizio supporta il premio fino a diventarne il principale organizzatore. 

## I premiati delle precedenti edizioni
Il premio si propone di promuovere nuovi scrittori, lanciandoli verso una definitiva consacrazione nel mondo della letteratura “grande” italiana. Cosa avvenuta ai premiati nelle precedenti edizioni, come Silvia Ballestra, Sandro Veronesi, Roberto Cotroneo, Luca Damiani, Linda Ferri, Valerio Aiolli, Ernesto Franco, Antonio Franchini, Evelina Santangelo, Diego De Silva, Caterina Bonvicini, Guido Conti, Ascanio Celestini, Pietro Grossi, Mario Calabresi, Paolo Giordano, Marco Mancassola, Paolo Sorrentino, Paolo Di Paolo, Chiara Valerio e Nadia Terranova.
- 2024: Marta Lamalfa, L'isola dove volano le femmine, Neri Pozza[3]
- 2023: Monica Acito, Uvaspina, Bompiani[4]
- 2022: Bernardo Zannoni, I miei stupidi intenti, Sellerio[5]
- 2021: Alice Zanotti, Tutti gli appuntamenti mancati, Bompiani[6]
- 2020: Marta Barone, Città sommersa, Bompiani[7]
- 2019: Giulia Caminito, Un giorno verrà, Bompiani[8]
- 2018: Antonio Dikele Distefano, Non ho mai avuto la mia età, Mondadori[9]
- 2017: Alberto Schiavone, Ogni spazio felice, Guanda[10]
- 2016: Giuliano Pesce, Io e Henry, Marcos y Marcos
- 2015: Nadia Terranova, Gli anni al contrario, Einaudi
- 2014: Chiara Valerio, Almanacco del giorno prima, Einaudi
- 2013: Paolo Di Paolo, Mandami tanta vita, Feltrinelli
- 2012: Giovanni Montanaro, Tutti i colori del mondo, Feltrinelli
- 2011: Marco Mancassola, Non saremo confusi per sempre, Einaudi
- 2010: Paolo Sorrentino, Hanno tutti ragione, Feltrinelli
- 2009: Filippo Bologna, Come ho perso la guerra, Fandango
- 2008: Paolo Giordano, La solitudine dei numeri primi, Mondadori
- 2007: Mario Calabresi, Spingendo la notte più in là, Mondadori
- 2006: Pietro Grossi, Pugni, Sellerio
- 2005: Ascanio Celestini, Storie di uno scemo di guerra, Einaudi
- 2004: Guido Conti, Un medico all’opera, Guanda
- 2003: Caterina Bonvicini, Di corsa, Einaudi
- 2002: Antonella Cilento, Una lunga notte, Guanda[11]
- 2001: Diego De Silva, Certi bambini, Einaudi
- 2000: Evelina Santangelo, L’occhio cieco del mondo, Einaudi
- 1999: Valerio Aiolli, Io e mio fratello, E/O
- 1998: Antonio Franchini, Acqua, sudore, ghiaccio, Marsilio
- 1997: Linda Ferri, Incantesimi, Feltrinelli
- 1996: Roberto Cotroneo, Presto con fuoco, Mondadori
- 1995: Sandro Veronesi, Venite venite B52, Feltrinelli
- 1994: Ernesto Franco, Isolario, Einaudi
- 1993: Silvia Ballestra, La guerra degli Antò, Mondadori
- 1992: Luca Damiani, Una, fatale, Marsilio

## Premi speciali
Premi speciali sono attribuiti a chi si è distinto nella vasta cultura italiana: in passato li hanno ricevuti Eugenio Borgna, Stefano Bartezzaghi, Domenico Procacci, Pino Cacucci, Vincenzo Cerami, Roberto Casati, Piergiorgio Odifreddi, Luciano Ligabue, Raffaele Crovi, Edoardo Nesi, Luca Canalini, Arnoldo Foà, Gipi, Grazia Marchianò, Massimo Paganelli. Nel 2013 il premio è stato assegnato a Federico Di Vita, autore di Pazzi Scatenati per la Tic Edizioni. 

## Giuria e sue competenze
La Giuria, presieduta da Franco Cesati, è composta da Caterina Briganti, Silvia Gigli, Marcello Mancini, Gloria Manghetti, Fulvio Paloscia, Lorella Romagnoli e Francesco Tei, ognuno dei quali, attenendosi al regolamento del Premio, propone due titoli di autori under 40 che hanno pubblicato durante l'anno; nel mese di settembre vengono scelti tre finalisti e in novembre si tiene la premiazione. Precedenti presidenti sono stati Giorgio Saviane e Giorgio Luti.